# Tarpnowo
Tarpnowo (niem.: Tarpenow) – osada w Polsce położona w województwie zachodniopomorskim, w powiecie białogardzkim, w gminie Białogard. W latach 1975–1998 osada należała do województwa koszalińskiego. Osada wchodzi w skład sołectwa Czarnowęsy, jest jedną z najmniejszych w gminie.

## Geografia
Osada leży ok. 2,5 km na północny zachód od miejscowości Czarnowęsy.

## Komunikacja
Najbliższa stacja kolejowa znajduje się w Czarnowęsach (ok. 1 km).